# Konwalia majowa
Konwalia majowa (Convallaria majalis L.) – gatunek byliny kłączowej z monotypowego rodzaju konwalia (Convallaria L.). Zaliczany był w systemach z końca XX wieku (Reveala, Takhtajana) do rodziny konwaliowatych (Convallariaceae), w systemie APG II (2003) do rodziny myszopłochowatych (Ruscaceae), a od 2009 (system APG III) do szparagowatych (Asparagaceae). Konwalia jest rośliną leczniczą i popularną rośliną ozdobną, której głównym walorem są niewielkie kwiaty o charakterystycznym zapachu i dzwonkowatym kształcie. Znana jest pod wieloma nazwami zwyczajowymi i ludowymi. Występuje często w lasach niemal całej Polski, poza tym jest także uprawiana.

## Rozmieszczenie geograficzne
Konwalia majowa występuje na półkuli północnej na obszarach o klimacie umiarkowanym. Zasięg obejmuje niemal całą Europę, środkową i północną Azję (po Koreę i Japonię na wschodzie oraz Mjanmę na południu). Jedna z odmian (wyróżniana przez niektórych systematyków w randze odrębnego gatunku) znana jest także z terenów górskich we wschodniej części Ameryki Północnej. W Polsce jest to gatunek rodzimy spotykany w lasach na terenie niemal całego kraju. Występuje powszechnie zwłaszcza w północno-wschodniej części kraju, gdzie porasta duże powierzchnie, a rośliny wyróżniają się odpornością i żywotnością. Gatunek ten miejscami występuje na nielicznych stanowiskach np. w niektórych obszarach ziemi lubuskiej i Mazowsza, brak go niemal zupełnie w wyższych partiach gór. Zarówno w obrębie zasięgu, jak i poza nim konwalia majowa jest uprawiana w ogrodach i parkach, popularna w uprawie jest także w Polsce. W opuszczonych ogrodach i parkach dziczeje, czasem rośnie jako uciekinier z ogrodów. Pojawia się także poza swym naturalnym zasięgiem, np. odmiana europejska (var. majalis) występuje jako roślina zdziczała w Stanach Zjednoczonych i Kanadzie, w wielu miejscach traktowana jest tam jako trudny do zwalczenia gatunek inwazyjny. W Japonii odmiana europejska wymieniona jest w ustawie o obcych gatunkach inwazyjnych (Invasive Alien Species Act) z 2 czerwca 2004.

## Morfologia

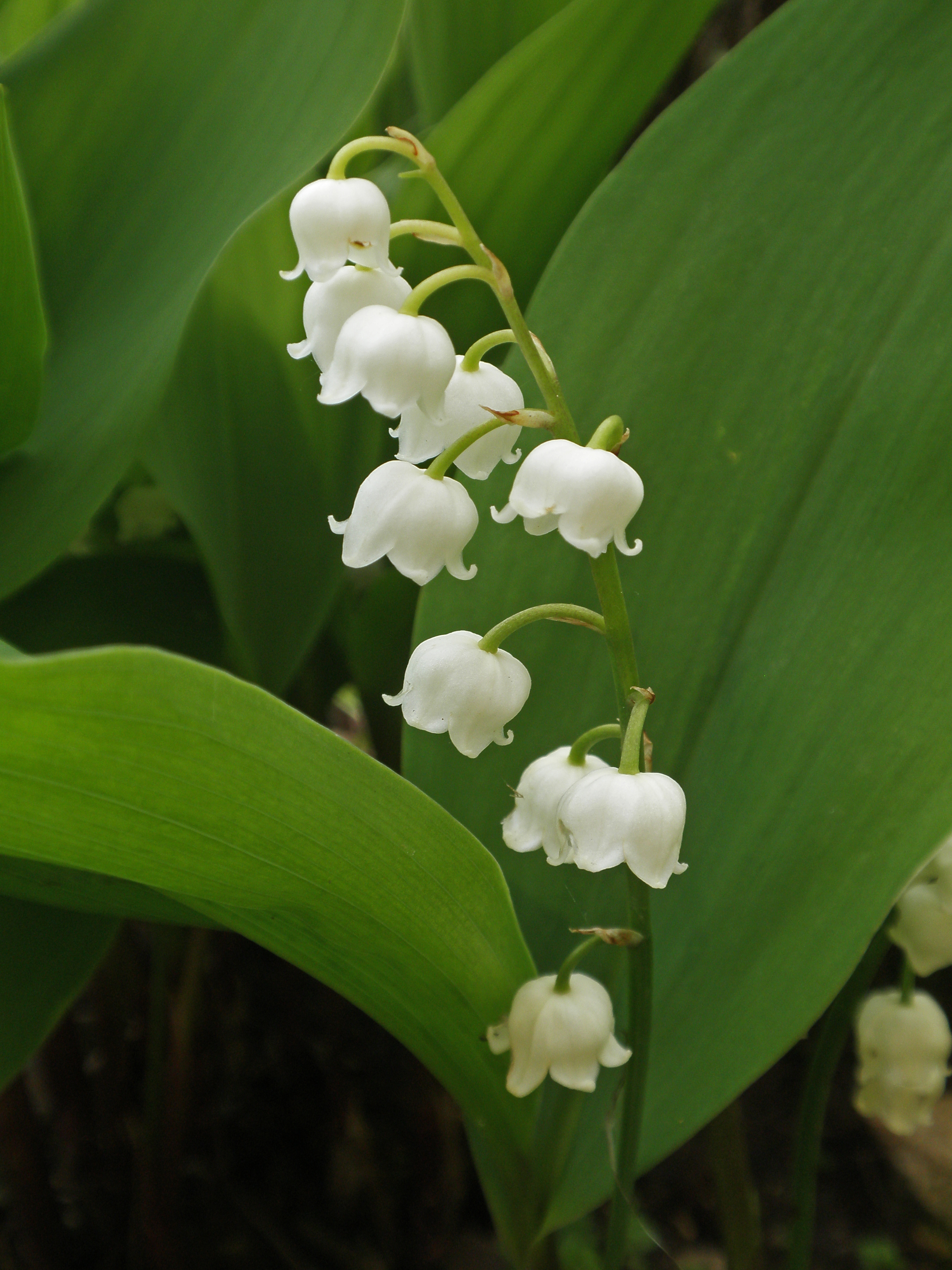
Kwitnąca konwalia

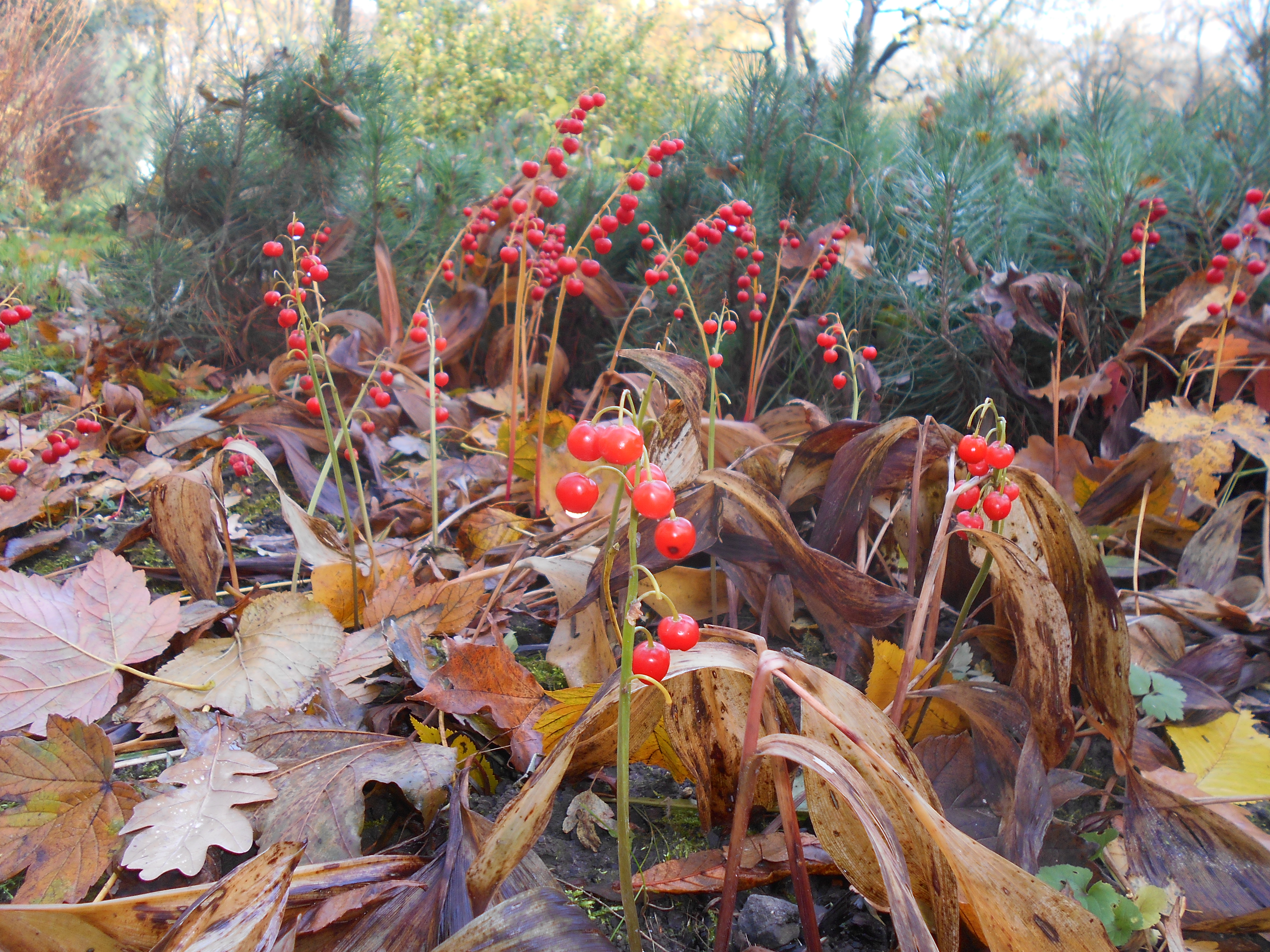
Owocująca konwalia

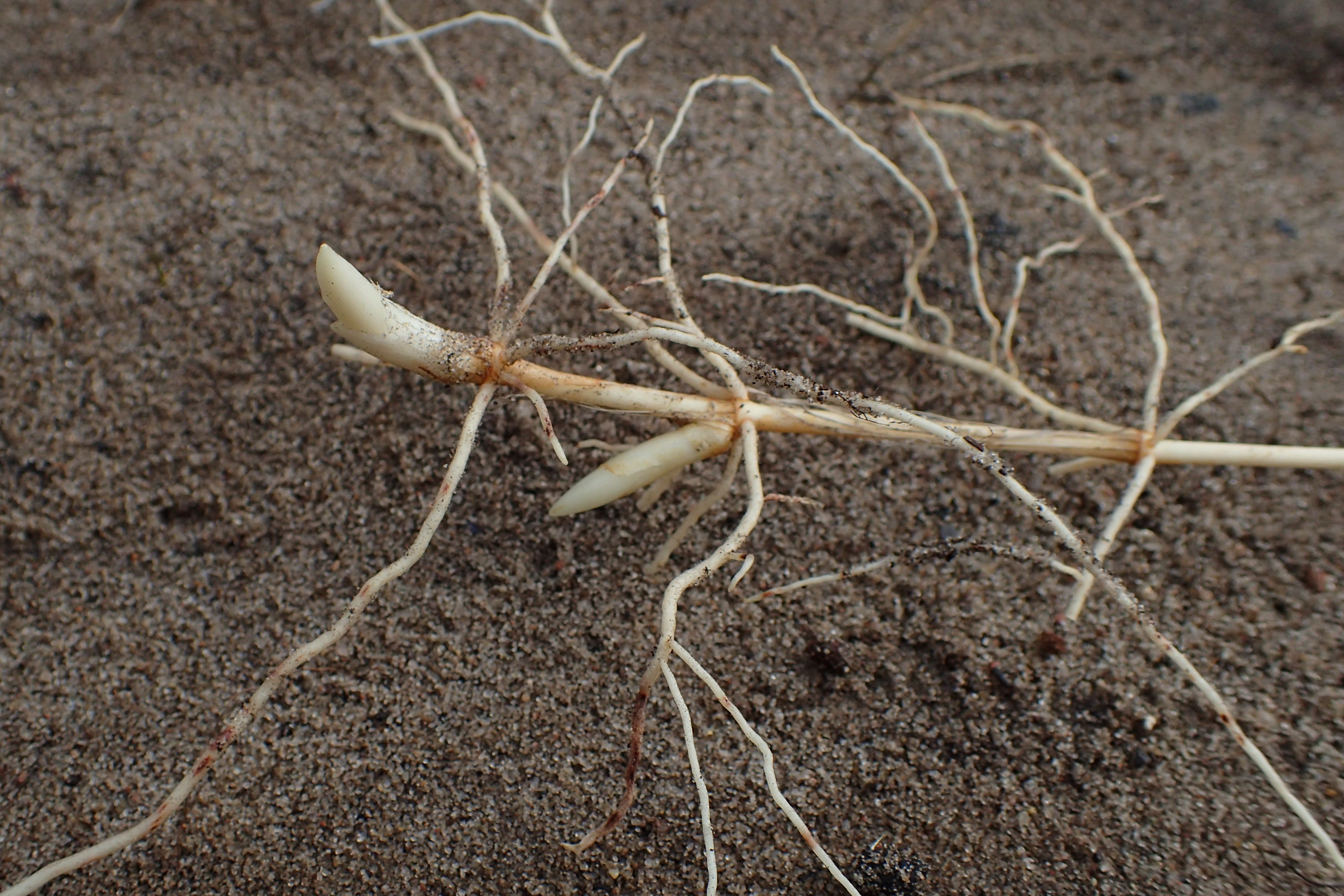
Kłącze konwalii

Opis dotyczy typowej odmiany C. majalis L. var. majalis występującej w Polsce. Poszczególne cechy budowy mogą różnić się u pozostałych odmian.
KłączeCienkie (do ok. 5 mm średnicy), podziemne, pełzające płytko pod powierzchnią ziemi (zwykle na głębokości 6–8 cm), brunatne, z resztkami zeszłorocznych liści. Podzielone jest na krótkie międzywęźla, z których wyrastają korzenie. Z kłącza rozchodzą się boczne rozgałęzienia (rozłogi). Występują dwa rodzaje kłączy: cienkie, poziome, o międzywęźlach wydłużonych oraz grubsze, wznoszące się, o pędach skróconych. Pędy kwiatowe wyrastają szczytowo na kłączach głównie tego drugiego rodzaju.
KorzenieWyrastają w węzłach kłącza, są cienkie (ok. 1 mm średnicy) i szare. Korzenie sięgają płytko (do 25 cm), na glebach zwięzłych główna ich masa znajduje się na głębokości 7–8 cm, na glebach piaszczystych – na 8–14 cm.
ŁodygaWyrasta z dwuletnich kłączy i u nasady okryta jest pochwiastymi nasadami liści. Trójgraniasta, wąsko oskrzydlona, bezlistna oś kwiatostanowa (głąbik). Osiąga do 20 (30) cm wysokości i jest zwykle nieco krótsza od liści.
LiścieAsymilacyjne wyrastają najczęściej parami z kłączy (rzadziej 1 lub 3), otulone u nasady pochwiastymi liśćmi wspólnie z głąbikiem kwiatostanowym. Mają kształt zmienny, wydłużony, od lancetowatego do eliptycznego, zaostrzony wierzchołek, użyłkowanie łukowate. Są nagie i całobrzegie, nieco wklęsłe i długo zbiegające ku dołowi w ogonek. Osiągają do 20 (25) cm długości i 6 (8) cm szerokości. Liście pochwiaste (do 5) otulające nasadę liści i łodygi są bezbarwne, zielonawe lub purpurowo nabiegłe. Pochwy tych liści tworzą pozorną łodygę rurkowatą, przez którą przechodzi głąbik.
KwiatyZebrane w szczytowe, jednostronne grono o 5–9 kwiatach u roślin dziko rosnących, a u form ogrodowych o 11–18 kwiatach. Kwiaty kulisto-dzwonkowate, pochylone do dołu, ze zrosłymi, białymi lub lekko różowymi listkami okwiatu, do 6 (9) mm długości i szerokości, na końcu z 6 trójkątnymi, odgiętymi ząbkami o długości 1,5–2 mm. Pręcików jest 6, mają duże, żółte pylniki (długości 2 mm) i krótkie, grube nitki. Słupek górny, trójdzielny, znamię długości ok. 2 mm. Miodniki wydzielające nektar wabiący owady zapylające znajdują się wokół zalążni. Intensywnie pachnące kwiaty wyrastają na zgiętych szypułkach o długości do 1 cm, w których pachwinach znajdują się krótkie (do 8 mm), błoniaste przykwiatki. W warunkach naturalnych konwalia zakwita w maju i czerwcu.
OwocRzadko powstające, zwisające, czerwone jagody o średnicy 8–12 mm. Zawierają po 2–6 niebieskawo-białych lub żółtawych, błyszczących nasion. Są one prawie gładkie i prawie kuliste (z jednej strony słabo się zwężają). Osiągają średnicę 2,5 mm.
Gatunki podobneW czasie kwitnienia konwalię majową trudno pomylić z innym gatunkiem ze względu na charakterystyczny wygląd i zapach kwiatów. Poza tym okresem młode konwalijki dwulistne (Maianthemum bifolium) ze stulonymi liśćmi lub owocujące rośliny tego gatunku (też z czerwonymi jagodami) mogą być przez osoby niedoświadczone pomylone z konwalią. Jednak u konwalijki liście są mniejsze, u nasady sercowato wycięte (u konwalii nasada jest zbiegająca) i wyrastają z łodygi wzniesionej nad ziemię (u konwalii liście wyrastają z podziemnego kłącza). Podobny kształt liści do konwalii ma czosnek niedźwiedzi (Allium ursinum), a w Ameryce Północnej Allium tricoccum. Gatunki te zawsze jednak zdradza charakterystyczny, silny zapach czosnkowy, a poza tym wyrastają z cebul, a nie z kłącza. Umiejętność rozróżniania czosnków od konwalii jest o tyle istotna, że ich liście są jadalne, a u konwalii – trujące.

## Biologia

### Genetyka
Faza diploidalna konwalii majowej zawiera w komórkach 38 chromosomów (19 par). W komórkach tkanek twórczych stwierdzono jednak znaczną zmienność liczby chromosomów, co tłumaczy się wpływem wysokich koncentracji glikozydów. Zjawisko to może powodować spontaniczną poliploidyzację.

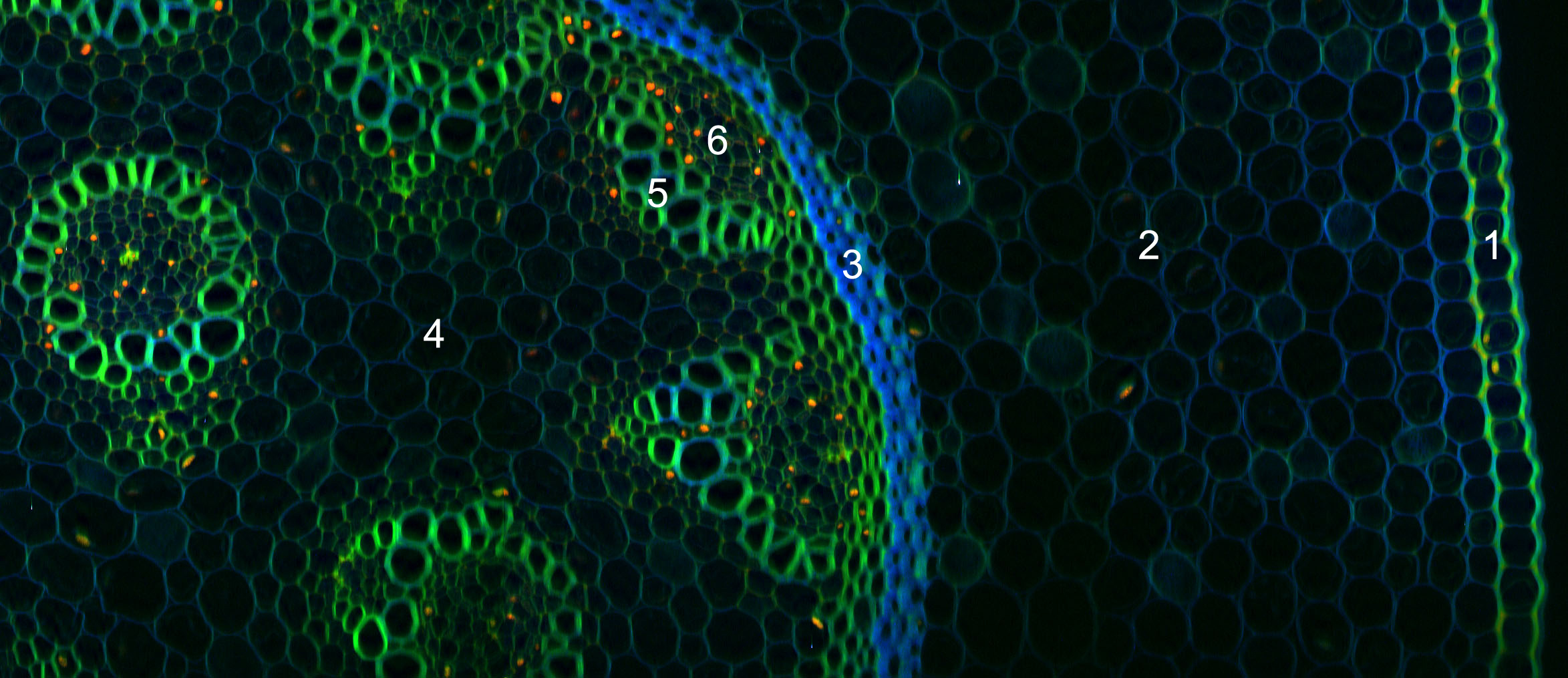
Przekrój przez kłącze konwalii. 1 – epiderma, 2 – kora pierwotna, 3 – endoderma, 4 – miękisz walca osiowego, 5 – drewno, 6 – łyko

### Anatomia
Do cech szczególnych anatomii konwalii należy usytuowanie komórek wydzielniczych, z których ulatniają się olejki eteryczne. Znajdują się one w skórce dolnej strony listków okwiatu, podczas gdy u większości innych gatunków znajdują się one na stronie górnej. Związane jest to ze zrośnięciem listków w dzwoneczek, olejki wydzielają się z dolnej, skierowanej u konwalii na zewnątrz strony okwiatu. Glikozydy mające zastosowanie lecznicze gromadzone są w wakuolach.

### Skład fitochemiczny
Ziele zawiera w suchej masie od 0,1 do 0,5% ok. 40 różnych glikozydów kardenolidowych. Najwięcej jest ich w kwiatach (0,5%), mniej w liściach (0,2–0,3%). Ich poziom wzrasta na początku maja, podczas pełni kwitnienia. Wyraźnie większy jest też w organach starszych roślin, niż w młodych kłączach i wyrastających z nich liściach. Na zawartości glikozydów nie mają wpływu warunki siedliskowe, a ich zmienna zawartość zależna jest od cech dziedzicznych (patrz sekcja „Zmienność”). Najwięcej jest pochodnych strofantydyny: konwalatoksyna stanowi od 4 do 40% wszystkich glikozydów, konwalozyd od 4 do 24%. Konwalatoksol będący pochodną strofantydolu stanowi od 10 do 20% glikozydów, a lokundiozyd (pochodny od bipindogeniny) – od 1 do 25%. Glikozydy konwalii są pochodnymi w sumie 9 związków (poza wymienionymi także peryplogeniny). Poza tym głównie w kłączach i korzeniach zawarte są konwalamaryna i konwalaryna (saponiny steroidowe), w zielu i kwiatach flawonoidy (izoramnetyna, kwercetyna), fenolokwasy (chlorogenowy, kawowy, ferulowy), kwas jabłkowy, cytrynowy i chelidonowy (1,5%). Korzenie zawierają toksyczny kwas acetydyno-2-karboksylowy.
Charakterystyczny zapach kwiatom nadaje lotny olejek farnezol. Roślina ma niemiły, słodkawo-ostrogorzki smak.

#### Właściwości toksyczne
Wszystkie części rośliny są trujące, przy czym szczególnie wrażliwe na zatrucia są dzieci. Opisano zatrucia śmiertelne u dzieci po zjedzeniu kilku jagód czy wypiciu wody z wazonu, w którym stał bukiet konwalii. Trujące są także perfumy z konwalii (m.in. do zatrucia śmiertelnego doszło po zastosowaniu lewatywy z użyciem gliceryny perfumowanej wyciągiem z konwalii). Konwalia powoduje także zatrucia wśród zwierząt, zwłaszcza gęsi i kaczek, rzadziej i tylko po spożyciu dużej ilości – koni i bydła. Udokumentowano także śmierć psa po zjedzeniu liści konwalii.
Zatrucie objawia się u ludzi i zwierząt zaburzeniami w czynnościach przewodu pokarmowego (nudności, wymioty i biegunka), bólami i zawrotami głowy, ogólnym osłabieniem, zaburzeniem postrzegania barw (wszystko zdaje się żółte) oraz pracy serca. Dochodzi do zaburzeń rytmu serca, spadku ciśnienia tętniczego, częste są zaburzenia gospodarki potasem (hipokaliemia lub hiperkaliemia), w ciężkich przypadkach śmierć następuje w wyniku zapaści przez migotanie komór. Kontakt skóry z liśćmi może wywołać u osób wrażliwych słabe podrażnienia. Także proszek z wysuszonego ziela działa drażniąco na błony śluzowe nosa, powodując kichanie i dlatego praca z surowcem zielarskim wymaga stosowania masek z wilgotnej gazy.

### Rozwój

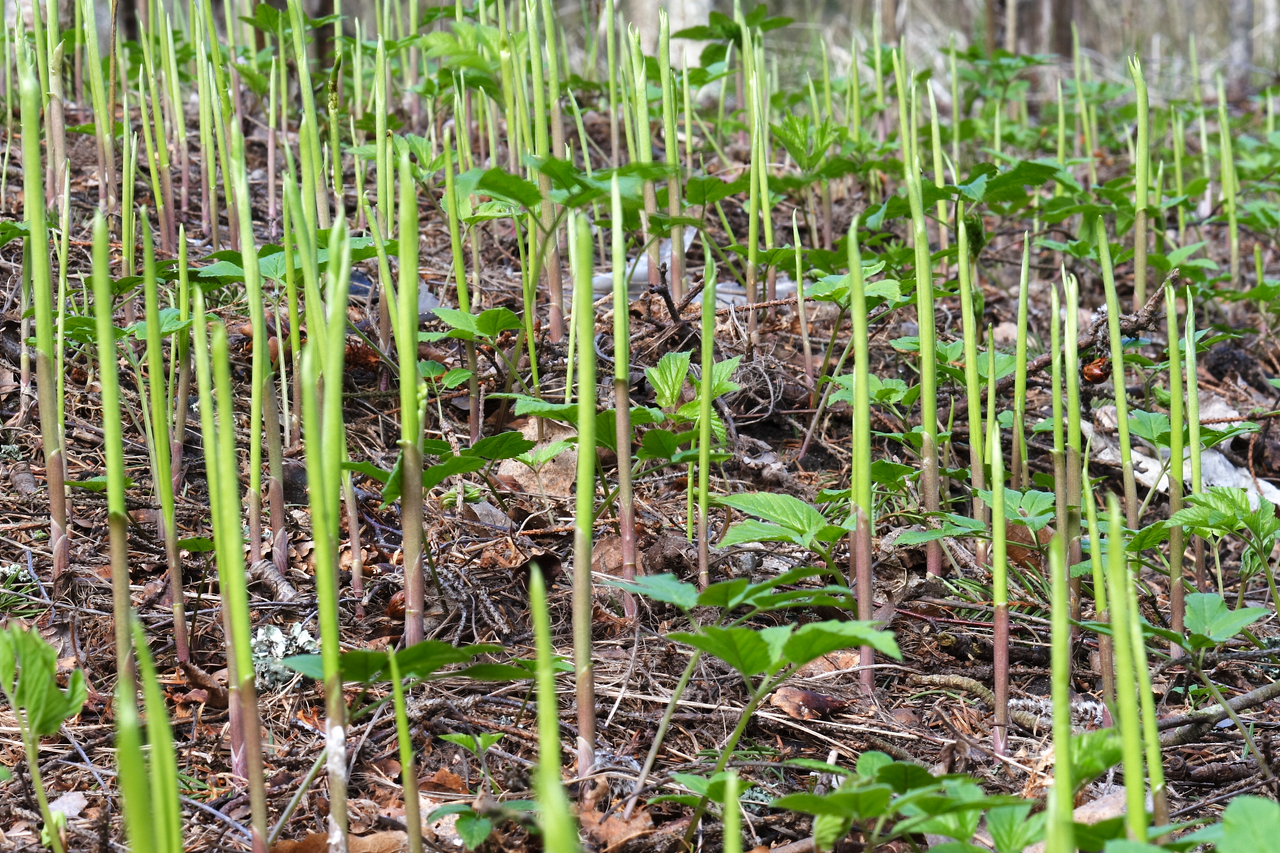
Młode pędy nadziemne

Nasiona wschodzą w temperaturze 20–25 °C po ok. 2 tygodniach. Siewka wytwarza początkowo korzeń pierwotny o długości 10–20 cm oraz pojedynczy liścień i kilka liści łuskowatych, które jednak nie osiągają powierzchni gruntu. Wcześnie powstają rozchodzące się poziomo kłącza sięgające ok. 10 cm poniżej poziomu gruntu. W pierwszym roku życia z międzywęźli wyrastają też korzenie przybyszowe. W kolejnych latach z pąków szczytowych kłącza wyrastają kolejne jego odcinki. Kłącza rosnące poziomo rozprzestrzeniają się w glebie, podczas gdy pędy nadziemne wyrastają z odcinków rosnących pionowo. W drugim roku i kolejnych rozwijają się na szczycie pionowych odcinków kłącza 2–3 liście nadziemne. Pęd z kwiatostanem pojawia się zwykle po raz pierwszy dopiero po ok. 4 latach rozwoju młodej rośliny. Przy czym wykształca się z pąka powstającego wczesną wiosną roku poprzedniego, przechodzącego okres spoczynku po przełomie lipca i sierpnia. Pąk taki jest pękaty i tępo zakończony. Pod wpływem niskich temperatur jego spoczynek jest przerywany. Zawiązki liścia powstają później niż kwiatów – w maju i wydłużają się do października. Są większe niż pąk kwiatostanowy i okryte kilkoma błonkowatymi liśćmi. Po kwitnieniu wzrost kłącza jest zahamowany. U podstawy pąka kwiatostanowego tworzą się 1–2 pąki wegetatywne, z których powstają kolejne rozgałęzienia kłączy. Młode kłącza powtarzają cykl wyżej opisany, czyli początkowo rosną tylko wegetatywnie. Rosnący pionowo i wydający organy nadziemne odcinek kłącza ma dość wyraźnie oznaczone przyrosty roczne będące śladami corocznie odrzucanych łusek i liści nadziemnych.
Zarówno liście jak i kwiatostan rozwijają się ponad powierzchnią gruntu po około roku od powstania zawiązków, najszybciej rosnąc w maju. W miesiącu tym rośliny zaczynają kwitnąć i trwa to kilka tygodni. W sierpniu liście zaczynają zasychać. Owoce i nasiona dojrzewają ok. września-października. W tym czasie składniki mineralne przemieszczane są z organów nadziemnych do podziemnych.
Długość życia poszczególnych roślin (fragmentów kłączy kwitnących) wynosi od 3 do 10 lat (dane dla odmiany amerykańskiej var. montana). Tempo wzrostu wegetatywnego kłączy pozwala na powiększanie promienia płatów konwalii średnio o nieco ponad 6 cm rocznie.

### Rozmnażanie
W warunkach naturalnych gatunek ten rozmnaża się przede wszystkim wegetatywnie za pomocą kłączy. Z tego powodu liczne pędy na stanowiskach to zwykle ramety jednej rośliny klonalnej. Duże znaczenie rozmnażania wegetatywnego ułatwia propagację i utrwalenie przez hodowców pożądanych cech. Ponieważ konwalia jest rośliną obcopylną, w sytuacji, gdy wszystkie pędy kwitnące na stanowisku należą do jednego klona rozprzestrzeniającego się wegetatywnie – nie wykształcają się nasiona. W badaniach podgatunku występującego w Japonii największe stwierdzone klony rozciągały się na 40 m. Z drugiej strony stwierdzono także stanowiska, na których występowało do 56 osobników odrębnych, o różnych genotypach. Nasiona rozsiewane są przez niektóre gatunki ptaków (np. kos i droździk), które spożywają jagody (endozoochoria) bez szkody dla zdrowia.

#### Kwitnienie
Konwalie należą do nielicznych roślin, które mogą być doprowadzone do kwitnienia niemal o każdej porze roku. Warunkiem rozpoczęcia kwitnienia jest bowiem podniesienie temperatury do ponad 20 °C po okresie spoczynku kłączy. W przypadku uprawy spoczynek kłączy przerywany jest schłodzeniem lub ciepłymi kąpielami. Po przerwaniu spoczynku i umieszczeniu w odpowiedniej temperaturze konwalie zakwitają w ciągu 2–4 tygodni w zależności od pory roku. Według niektórych źródeł kwitnie obficie co 2–3 lata. Kwiaty zapylane są przez pszczoły, rzadziej muchówki.

## Zmienność

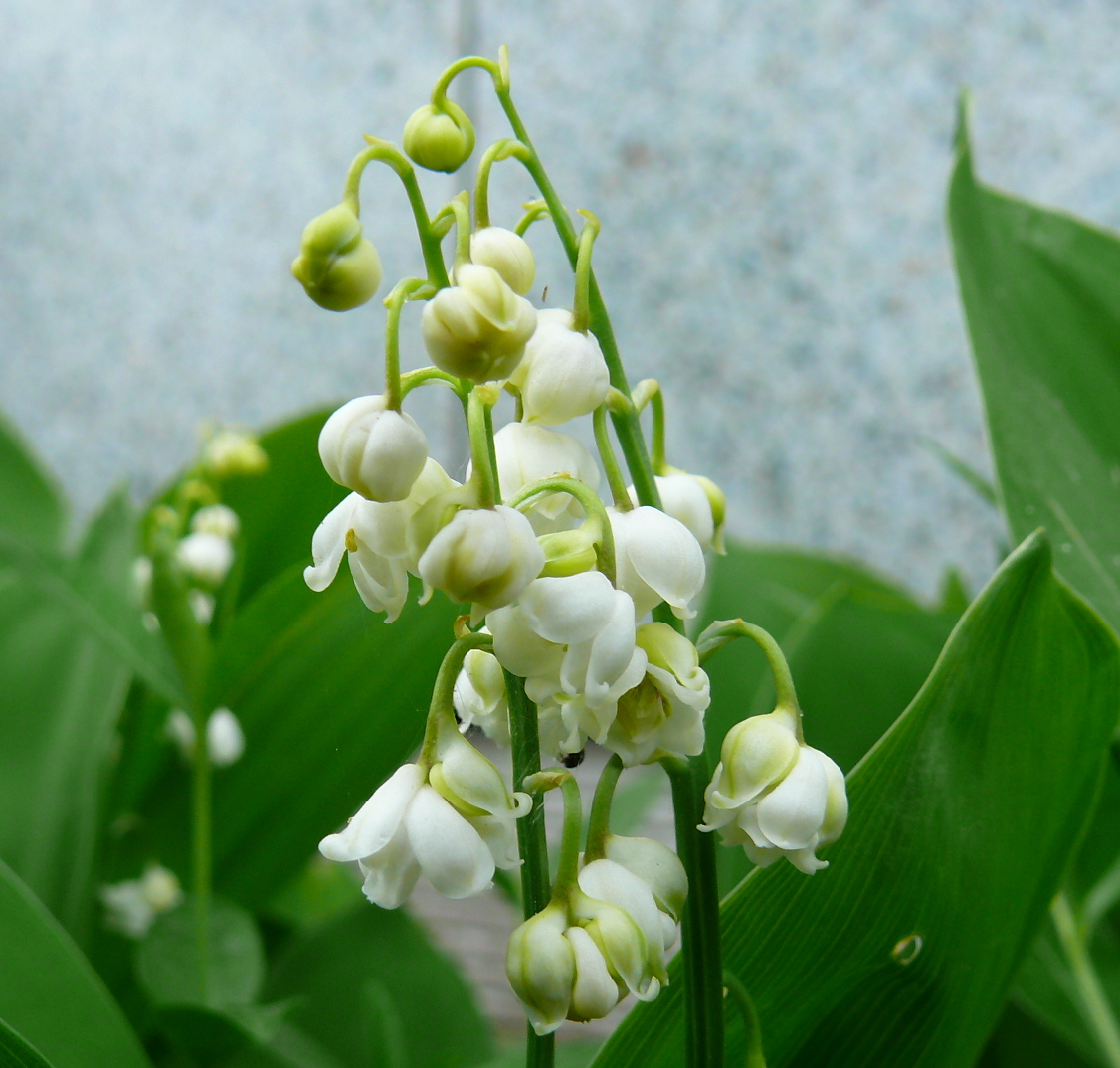
Kultywar 'Plena'

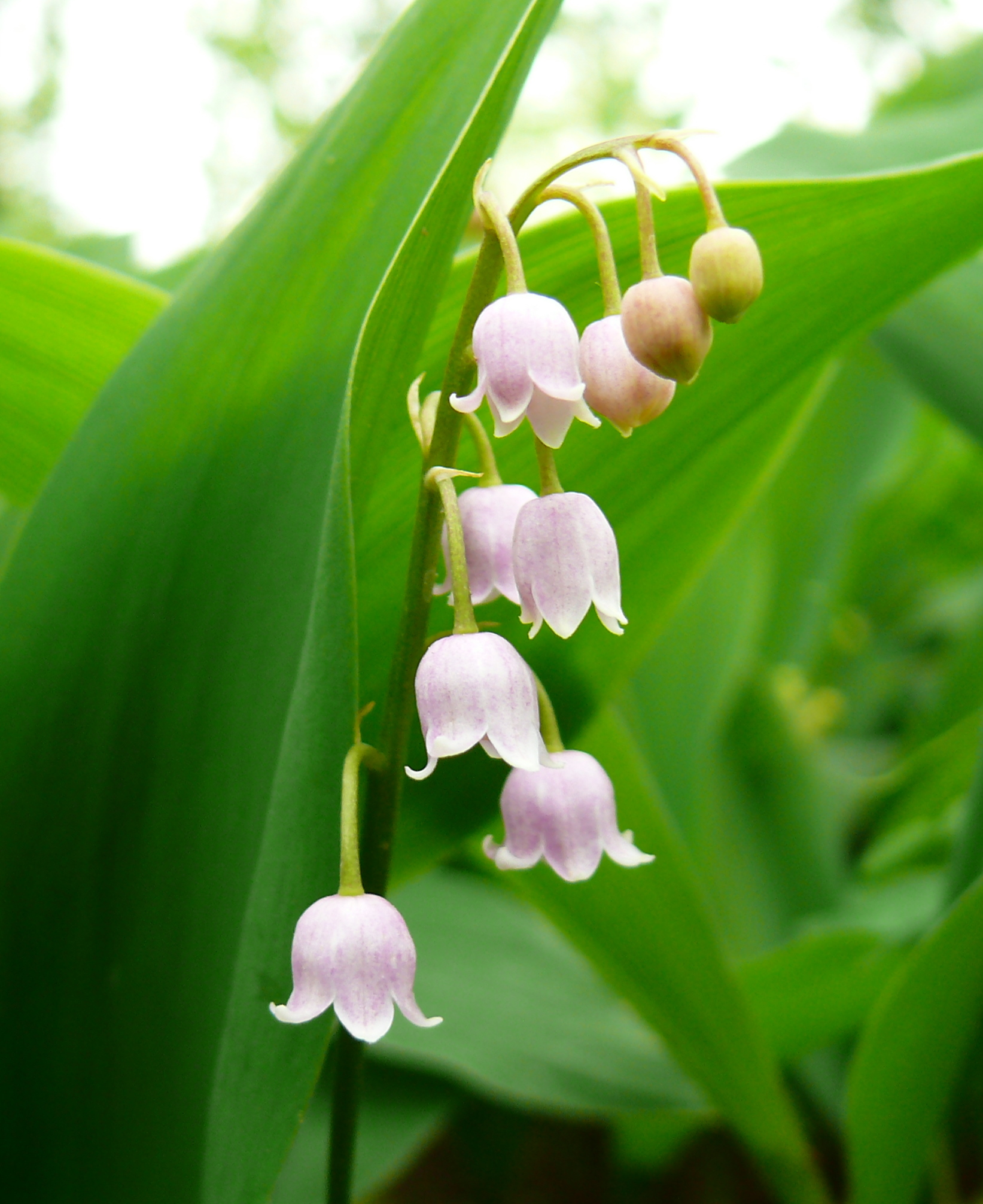
Kultywar 'Rosea'

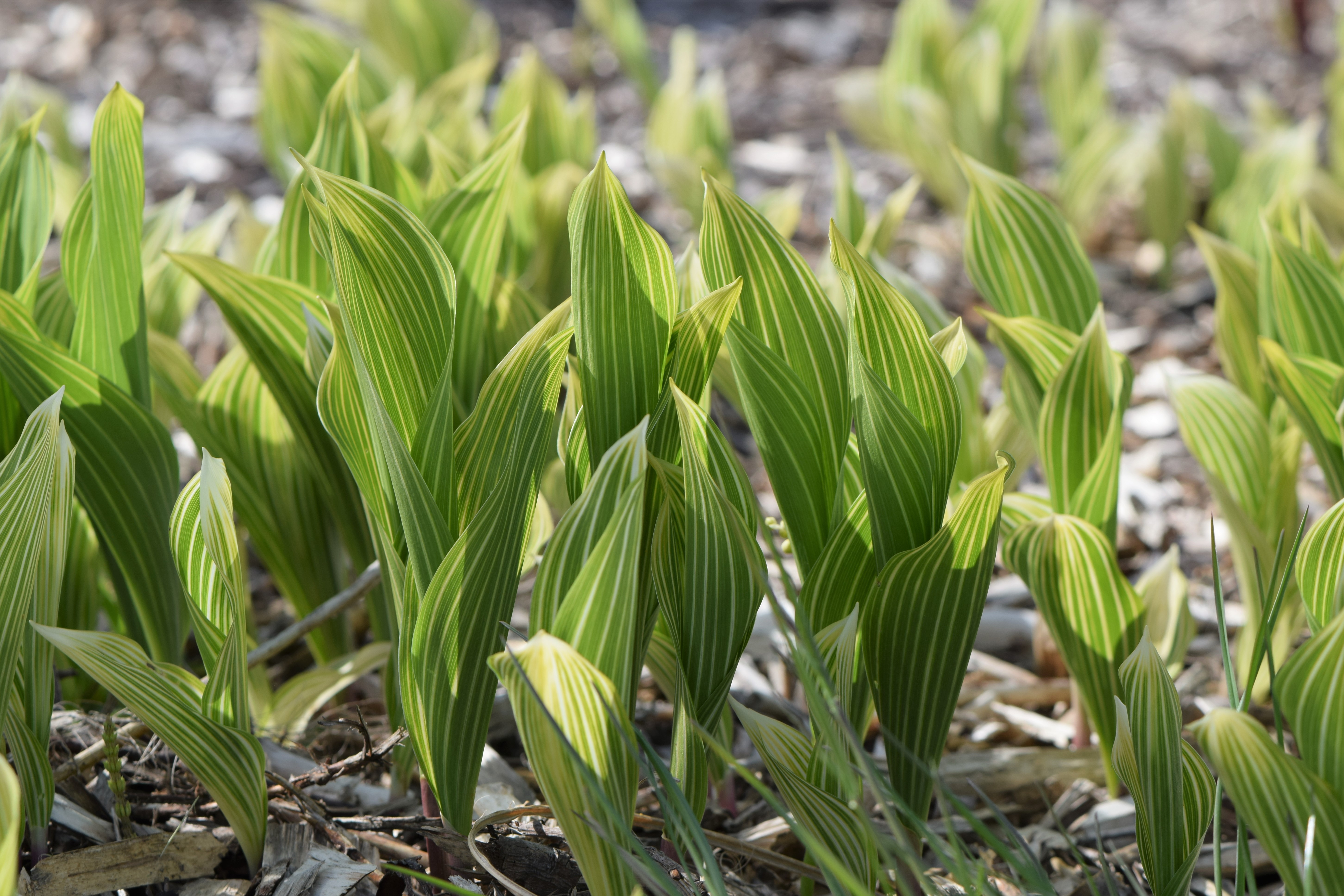
Kultywar 'Polish Beauty'

Znane są cztery odmiany botaniczne oraz wiele odmian hodowlanych. Do zróżnicowanych pod względem zasięgowym odmian botanicznych należą (niektórzy systematycy inne od typowej odmiany podnosili do rangi odrębnych gatunków):
- C. majalis L. var. majalis – występująca w całej Europie, na wschód sięgając po rejon Kaukazu (odmiana typowa),
- C. majalis L. var. keiskei (Miq.) Makino (syn.: C. keiskei Miq., C. majalis var. manshurica Komarov) – Azja środkowa i wschodnia. Rośnie w wilgotnych lasach i na zboczach wąwozów[35],
- C. majalis L. var. transcaucasica (Utkin ex Grossh.) Knorring (syn.: C. transcaucasica Utkin ex Grossh.) – kraje kaukaskie: Gruzja, Armenia, Azerbejdżan oraz przyległe tereny Rosji i Turcji,
- C. majalis L. var. montana (Rafinesque) H. E. Ahles, J. Elisha Mitchell Sci. Soc. 80: 172. 1964 (syn. C. majuscula Greene, C. montana Raf.) – wschodnia część Stanów Zjednoczonych. Od konwalii europejskich różni się m.in. większymi rozmiarami liści (blaszka liściowa 20–50 cm długości × 5–13 cm szerokości, z ogonkiem do 30 cm długości)[12].

Spośród szeregu ozdobnych odmian uprawnych najczęściej spotykane są:
- C. majalis 'Albostriata' (też 'Variegata') – liście jasnożółto, wąsko paskowane wzdłuż żyłek, cecha niezbyt trwała i część roślin z odrośli jej nie powtarza. W Polsce odkryto odmianę prowizorycznie zwaną 'Polish Beauty', która ma jasne paski szersze i trwałe u roślin potomnych[36].
- C. majalis 'Argenteovariegata' (też 'Albimarginata') – liście białoobrzeżone, ozdobne przez cały sezon.
- C. majalis 'Lineata' – liście paskowane, żółtozielone.
- C. majalis 'Grandiflora' – kwiaty większe niż u typu, często w uprawie ogrodowej. Znane są dwie rasy tej odmiany – holenderska i niemiecka, zwana też „konwaliami berlińskimi”. Ta pierwsza ma więcej kwiatów, ale kwitnie później. Rasa niemiecka ma mniej kwiatów, szersze liście i nadaje się do pędzenia[11][37].
- C. majalis 'Plena' (też 'Flore Pleno') – kwiaty pełne, kwitnie słabiej niż typ,
- C. majalis 'Rosea' – kwiaty w kolorze brudno-lilioworóżowym.
- C. majalis 'Rosea Variegata' – kwiaty w kolorze brudno-lilioworóżowym i dodatkowo liście seledynowe, żółto paskowane[36].

Za najciekawszą odmianę uznaje się 'Vic Pawlowski’s Gold' o ciemnozielonych liściach ozdobionych złotymi, podłużnymi liniami.
W eksperymentach hodowlanych potwierdzono trwałość zróżnicowania zawartości glikozydów pozyskanych z różnych obszarów Europy. Wyróżniono tzw. „rasy chemiczne” lub typy konwalii majowej:
- zachodnioeuropejskie z przewagą konwalatoksyny i konwalatoksolu
- środkowoeuropejskie z przewagą konwalatoksyny, konwalatoksolu, a także lokundiozydu i konwalozydu
- wschodnioeuropejskie z przewagą konwalozydu.

Badania nad zmiennością morfologiczną wykazały znaczne różnice zarówno między różnymi ekotypami z terenu Polski, jak i między poszczególnymi osobnikami w populacji. Stwierdzano przy tym większe różnice w morfologii i fizjologii między osobnikami tej samej populacji, niż populacjami z odległych regionów. Znaczna zmienność dotyczy wielkości i kształtu liści, budowy kwiatostanu, barwy nitek pręcików i zabarwienia listków okwiatu. Na siedliskach borowych rośliny rosną przypadkowo i słabo, liście są wąskie, a kwiaty nieliczne. Z kolei rosnąc w żyznych, wilgotnych lasach liściastych konwalia wykształca liście duże, odwrotnie jajowate, z niebieskawym nalotem.

## Nazewnictwo
W XV i XVI wieku roślinę nazywano Lilium convallium, czyli lilia z doliny (łac. convállis = głęboka, otoczona górami dolina). Nazwa ta była tak popularna, że przetrwała do dziś w języku angielskim jako Lily of the Valley. Ponieważ jednak mylono ją z Lilium candidum – lilią białą, Linneusz tworząc nazwę naukową nawiązał do okresu kwitnienia rośliny i wprowadził nazwę Convallaria majalis. Gatunek ten posiada wiele nazw zwyczajowych i ludowych: konwalia leśna, lanusz, lanka, lanuszka, końska grzywa (nazwa ludowa z okolic Olkusza), lilia podobna, gładysz, konwalilia, konwalyja majowa, kokoryczka, lanysz, majówka, padolna. Nazwa „konwalia” w języku polskim pierwszy raz spośród zachowanych źródeł użyta została w Zielniku Syreniusza (1613), a nazwa „konwalia majowa” – przez Pacewicza R. w wydanej w 1867 w Warszawie publikacji pt. Botanika treściwie zebrana dla młodzieży.

## Ekologia
Rośnie w lasach liściastych i mieszanych oraz zaroślach tworząc często rozległe kolonie. Wymaga świeżych i zasobnych gleb. W warunkach naturalnych spotykana jest zwykle na glebach, których pH wynosi 4 (75% wystąpień), rzadziej 3 (25%). Najlepiej rośnie w półcieniu. W warunkach Polski zachodniej i południowej występuje zwykle w lasach mieszanych i dąbrowach. W Polsce wschodniej i północno-wschodniej częściej rośnie na skraju lasów, rekompensując niedostatek ciepła światłem. W górach występuje po regiel dolny, wyjątkowo tylko można spotkać ją wyżej. Najwyższe w Polsce jej stanowisko znajduje się na Sarniej Skale w Tatrach Zachodnich.
W fitosocjologii gatunek wyróżniający zespoły: kontynentalnego boru sosnowego świeżego Peucedano-Pinetum, subborealnego boru mieszanego Serratulo-Pinetum, świetlistej dąbrowy subkontynentalnej Potentillo albae-Quercetum petraeae, podzwiązku buczyn nawapiennych Cephalanthero-Fagenion, poza tym konwalia majowa jest częstym składnikiem runa lasów grądowych, zboczowych lasów lipowo-klonowych i dąbrów.
W Polsce zachodniej (I, III, V kraina przyrodniczo-leśna) jej obecność pozwala na odróżnienie typu siedliskowego lasu boru mieszanego świeżego od boru świeżego, charakterystyczna także dla lasu mieszanego świeżego i lasu górskiego świeżego.
Jest słabo odporna na susze, nie szkodzą jej występowaniu pożary (odradza się z kłączy). Wymaga minimum 130 dni w roku z temperaturą powyżej 0 °C. Znosi temperatury sięgające poniżej –20 °C.
Ze względu na skład chemiczny konwalie nie są zjadane przez zwierzęta (są trujące dla wielu kręgowców, choć nie szkodzą lisom). Żerują na nich niektóre bezkręgowce, np. gąsienice motyli Antitype chi z rodziny sówkowatych i inne gatunki z rodziny niesobkowatych (Hepialidae).

## Zagrożenia i ochrona

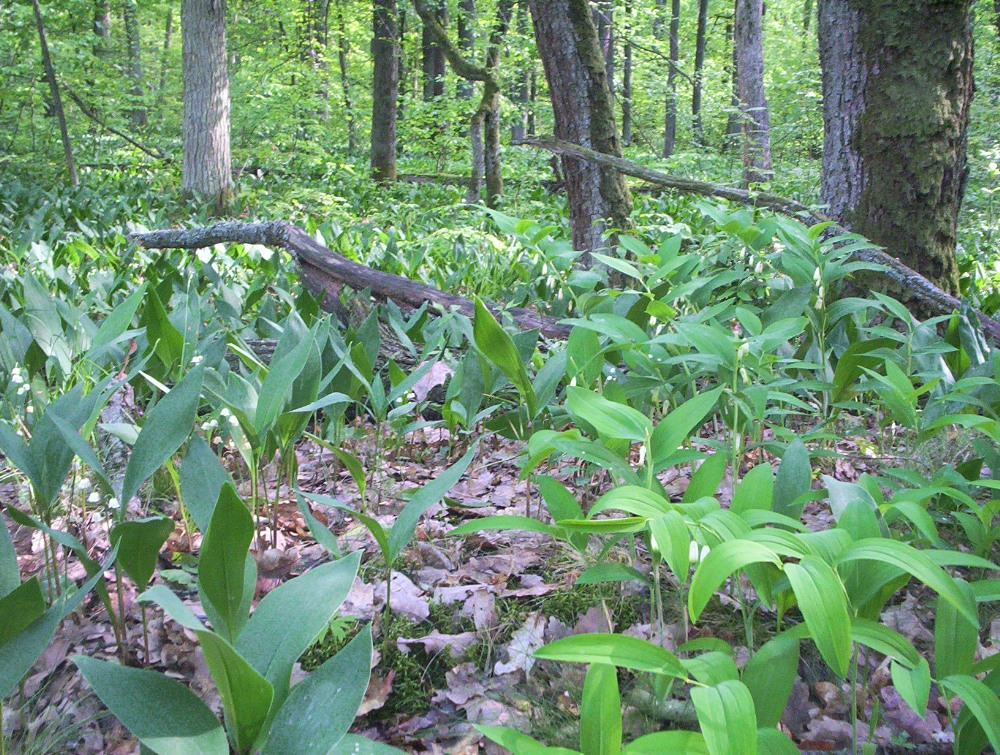
Konwalia majowa w rezerwacie przyrody Dąbrowa Radziejowska w województwie mazowieckim

W Polsce populacje tego gatunku występujące dziko objęte były częściową ochroną gatunkową od 1957 roku do 2014 roku. Zbiór surowca zielarskiego ze stanowisk naturalnych był prawnie ograniczony (wymagane było zezwolenie Regionalnego Dyrektora Ochrony Środowiska). Ochrona wprowadzona została w celu uchronienia gatunku przed nadmierną eksploatacją do celów leczniczych ze stanowisk naturalnych (w latach 50. XX wieku zapotrzebowanie na liście wynosiło ok. 20–26 ton, na kwiaty 2–4 tony, przy możliwościach pozyskania ze stanu naturalnego na poziomie odpowiednio 5 i 1 tony). Dlatego też w celu zapewnienia surowca bez naruszania zasobów naturalnych wprowadzano konwalię do uprawy. Dawniej, mimo ochrony gatunkowej dopuszczano zbiór samych kwiatów ze względu na rozmnażanie się konwalii głównie za pomocą rozłogów podziemnych. Zagrożeniem dla populacji jest też masowe zrywanie kwitnących pędów dla celów ozdobnych oraz eksploatacja lasów.
Wiele stanowisk tego gatunku zabezpieczonych jest w parkach narodowych i rezerwatach. Jako gatunek przywiązany do dąbrów, chroniony jest też wraz z nimi w obszarach Natura 2000 (kwaśne dąbrowy są jednym z siedlisk przyrodniczych). Jest to o tyle ważne, że zabezpiecza trwałość odpowiednich siedlisk leśnych, w minionych dziesięcioleciach nierzadko przekształcanych w związku ze zwiększaniem areału drzewostanów iglastych (gł. sosnowych) w polskich lasach.
Konwalia podlega ochronie prawnej w niektórych innych krajach, m.in. w Bułgarii, Grecji i Słowacji. Podgatunek północnoamerykański, w Stanach Zjednoczonych opisywany zwykle jako odrębny gatunek C. majuscula, ze względu na rzadkość występowania chroniony jest prawem stanowym w obszarze naturalnego występowania.
Gatunek wymieniany jest na listach roślin zagrożonych w różnych krajach, podawany jest jako gatunek najmniejszej troski (LC) w Wielkiej Brytanii i Szwajcarii, w Hiszpanii jest to gatunek narażony (VU), na Słowacji konwalia jest bliska zagrożeniu (NT). W Polsce ochrona prawna gatunku była utrzymywana mimo braku stwierdzenia zagrożenia dla trwałości gatunku – nie pojawia się on ani w krajowej, ani w regionalnych Czerwonych Księgach i Listach roślin. Zagrożenie gatunku w różnych krajach nie ma też istotnego wpływu na globalne perspektywy zachowania gatunku – konwalia majowa nie jest wymieniona w Czerwonej księdze gatunków zagrożonych opracowywanej przez IUCN. Nie stwierdzono także zagrożenia zubożeniem zasobów genowych populacji dziko rosnących z powodu rozpowszechnienia tego gatunku w uprawie, ponieważ zróżnicowanie genetyczne populacji uprawianych nie odbiega od populacji dziko rosnących, co tłumaczone jest częstym pozyskiwaniem roślin uprawianych z naturalnych stanowisk.

## Zastosowanie

### Roślina lecznicza
HistoriaChińska medycyna ludowa korzeń i ziele konwalii stosowała już w starożytności do leczenia schorzeń naczyniowo-sercowych (pod nazwą 'liń-lań'). W Europie już w średniowieczu leki z konwalii stosowane były w chorobach serca, epilepsji i bólach. W XVI wieku napary z kwiatów konwalii majowej w wodzie stosowano w celu złagodzenia skazy moczanowej. Napary w winie stosowano dla poprawienia pamięci oraz łagodzenia stanów zapalnych oczu. Lekarstwa te ceniono tak, że nazywano je „złotą wodą” i trzymano w złotych lub srebrnych naczyniach. Tworzenie leków w czasach elżbietańskich traktowano jak praktyki iście magiczne. Jedna z recept zaleca:

Włóż kwiaty konwalii do szklanicy i postaw ją dokładnie zamkniętą na szczycie mrowiska na jeden miesiąc. Po tym czasie znajdziesz tam likwor, który użyty uciszy boleść spowodowaną przez podagrę.

W Rosji sokiem z kłącza konwalii dziewczęta nacierały sobie policzki, aby nabrały rumieńców. W lecznictwie ludowym kłącza i jagody stosowano dawniej przy leczeniu padaczki, kwiatów używano jako środka przeczyszczającego, wewnętrznie zażywano ziele przeciw skurczom. Sproszkowane kwiaty w formie tabaki zażywane były przeciw chronicznym katarom i przeziębieniom. Ziele stosowano także w puchlinie wodnej i przy zarobaczeniu. W XVIII wieku zanikało stosowanie leków z konwalii, m.in. z powodu zmienności zawartości glikozydów (w efekcie zróżnicowanej skuteczności leczenia) oraz wyparcia tych leków jako nasercowych przez leki z naparstnicy. W 1838 r. wykryto w konwalii dwa pierwsze glikozydy: konwalarynę i konwalamarynę. W 1867 r. stwierdzono podobne działanie nasercowe konwalamaryny do glikozydów naparstnicy. Dopiero w 1929 r. odkryto glikozyd konwalatoksynę, uznany za najważniejszy spośród tego typu związków występujących w konwalii. Odkrycia te spowodowały, że gatunek ten wrócił do użytkowania zielarskiego. Do naukowej medycyny europejskiej wprowadził konwalię profesor Siergiej Botkin w roku 1881. Obecnie uważa się, że konwalia jako surowiec jest lepiej tolerowana niż naparstnica i wywołuje mniej działań ubocznych.
Surowiec zielarskiKwiatostan wraz z liśćmi – Inflorescentia Convallariae i samo ziele zbierane przed kwitnieniem – Herba Convallariae (Herba Liliorum convallium). Niektóre farmakopee uznają też za surowiec suszone lub świeże kwiaty i kłącza. Surowca używa się w stanie świeżym lub po wysuszeniu i rozdrobnieniu do produkcji nalewek. Nalewka z ziela konwalii Tinctura Convallariae titrata (w Polsce produkowana przez Herbapol) wchodzi w skład kropli nasercowych Cardiol, Cardiol C, Kelicardina, Neocardina, Guttae cardiaceae (Lab. Gal. Cefarm). Z ziela wytwarzane są także preparaty Convalatoxinum, Cardiosan i drażetki Convafort.
Działanie Nasercowe, ale i silnie (śmiertelnie) trujące przy przedawkowaniu. Konwalatoksyna wykazuje najsilniejsze działanie na mięsień sercowy spośród wszystkich znanych glikozydów, działa 10-krotnie silniej od digitoksyny pozyskiwanej z naparstnicy. Wzmacnia siłę skurczy serca (efekt inotropowy dodatni), nieznacznie zmniejszając równocześnie częstość skurczów mięśnia sercowego (efekt chronotropowy ujemny). Hamuje Na+ i K+-ATP-azę i bezpośrednio zwiększa stężenie wewnątrzkomórkowe jonów Ca2+. Stosowana jest w początkowych stadiach niewydolności krążenia. Preparaty konwalii podawane są w celu wzmocnienia pracy serca u osób w podeszłym wieku, przy lekkich zaburzeniach pracy serca na tle nerwicowym u kobiet w okresie menopauzalnym, w przewlekłym zespole płucno-sercowym, a także u osób cechujących się nadwrażliwością na inne preparaty nasercowe. Działa szybko, lecz krótko i nie kumuluje się. Glikozydy konwalii praktycznie nie wiążą się z białkami osocza (albuminami) i szybko ulegają wydaleniu z organizmu, w przeciwieństwie do innych glikozydów nasercowych. Konwalia ma również właściwości moczopędne i słabe uspokajające. Zwiększa przy tym wydzielanie soli sodowych i potasowych z moczem. Saponina konwalaryna działa łagodnie przeczyszczająco, drażniąc jednak śluzówkę żołądka. Esencja ze świeżego, kwitnącego ziela wykorzystywana jest w homeopatii. Konwalia stosowana jest również w leczeniu niewydolności krążenia w weterynarii w postaci preparatów homeopatycznych.
DawkowanieZaleca się stosowanie wyłącznie preparatów gotowych, dostępnych w aptekach i ścisłe przestrzeganie sposobu dawkowania podanego w ulotce lub na opakowaniu. Stosowanie przetworów domowych jest niebezpieczne z powodu zmiennej zawartości związków czynnych w roślinie, co może prowadzić do zatrucia. Poza tym napary lub nalewki sporządzane w warunkach domowych są nietrwałe i niepewne w działaniu. Do produkcji preparatów dostępnych w aptekach stosuje się nalewkę konwalii majowej o mianowanej aktywności związków czynnych, przeliczanych na jednostki gołębie. Stosuje się także standaryzowany proszek zawierający 0,2% konwalatoksyny przyjmowany w trzech dawkach po 0,2 g. Wchłanianie konwalatoksyny z przewodu pokarmowego jest u ludzi bardzo słabe (ok. 10% dawki). Ze względu na brak zjawiska kumulacji, leki z konwalii mogą być stosowane przez długi okres. Ponieważ preparaty z konwalii cechują się znaczną różnicą między dawką leczniczą a dawką toksyczną (tzw. duża rozpiętość terapeutyczna), dlatego nieznaczne przedawkowanie nie powoduje dostrzegalnych skutków ubocznych. Największa dawka jednorazowa wynosi 0,5 g, a dzienna 1,5 g.
PrzeciwwskazaniaPoza tym, że znaczne przedawkowanie leku może prowadzić do zatrucia, nie należy go stosować przy równoczesnym leczeniu glikozydami naparstnicy. Preparaty z konwalii są też przeciwwskazane przy miażdżycy naczyń wieńcowych, przy bloku serca przedsionkowo-komorowym i niedoborach potasu. Preparaty z konwalii nie powinny być zażywane przez osoby z uszkodzonymi nerkami lub wątrobą. Nie należy ich także łączyć z diuretykami, lekami hipotensyjnymi, kortykosterydami i preparatami wapniowymi.
Zbiór i suszenieKwiaty można zbierać po dwóch latach, liście po 3–4 latach od rozpoczęcia uprawy. Surowiec zbiera się w początkowym okresie kwitnienia (ew. liście mogą być zbierane przed zakwitnięciem) i suszy w temperaturze pokojowej lub w suszarniach w temp. 80–100 °C. Nie należy pozyskiwać surowca mokrego i nie można spryskiwać zebranego ziela wodą w celu odświeżenia. Podczas zbioru ścina się część nadziemną roślin na wysokości 4–5 cm. Zaleca się robienie przerw w zbiorze liści co dwa lata. Plon ziela na plantacjach w Polsce wynosi od 0,5 do 2,8 t/ha, zbiór ze stanowisk w lasach wynosi średnio ok. 5 kg/ha, maksymalnie 30 kg/ha. Do 2014 roku zbiór surowca ze stanowisk naturalnych wymagał zezwolenia Regionalnego Dyrektora Ochrony Środowiska w związku z ochroną gatunkową. Stwierdzono, że zbiór na stanowiskach naturalnych prowadzi do zakłóceń w rozwoju rośliny i procesach regulujących liczebność populacji. Przy zbiorze surowca w tym samym miejscu zalecane jest dokonywanie zbiorów w odstępach 2–3 letnich. Sugeruje się selektywne wycinanie pędów z największych skupisk roślin, z populacji o największej zawartości kardenolidów. Po zbiorze surowiec można przechowywać tylko przez jeden rok.

### Roślina ozdobna

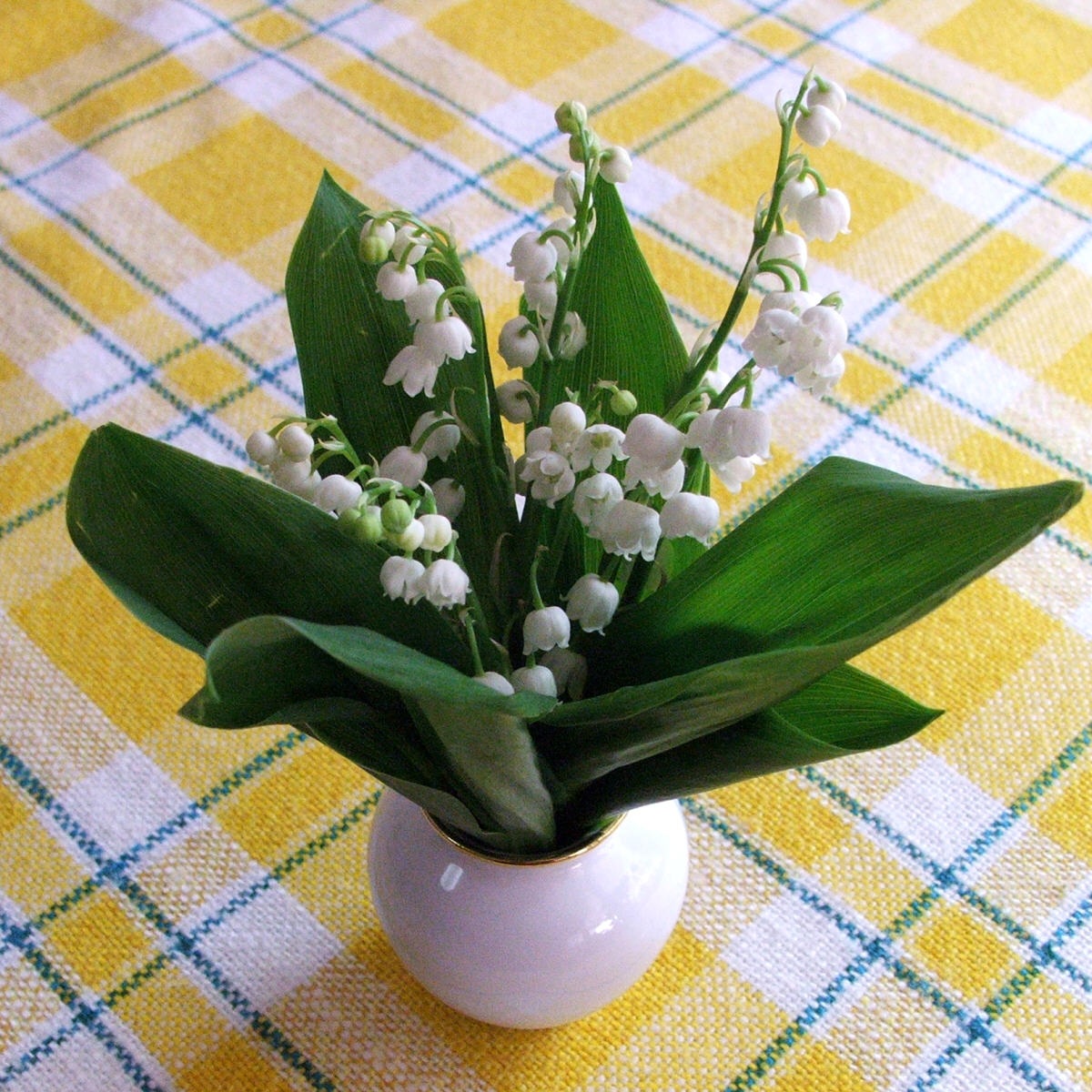
Bukiet konwalii

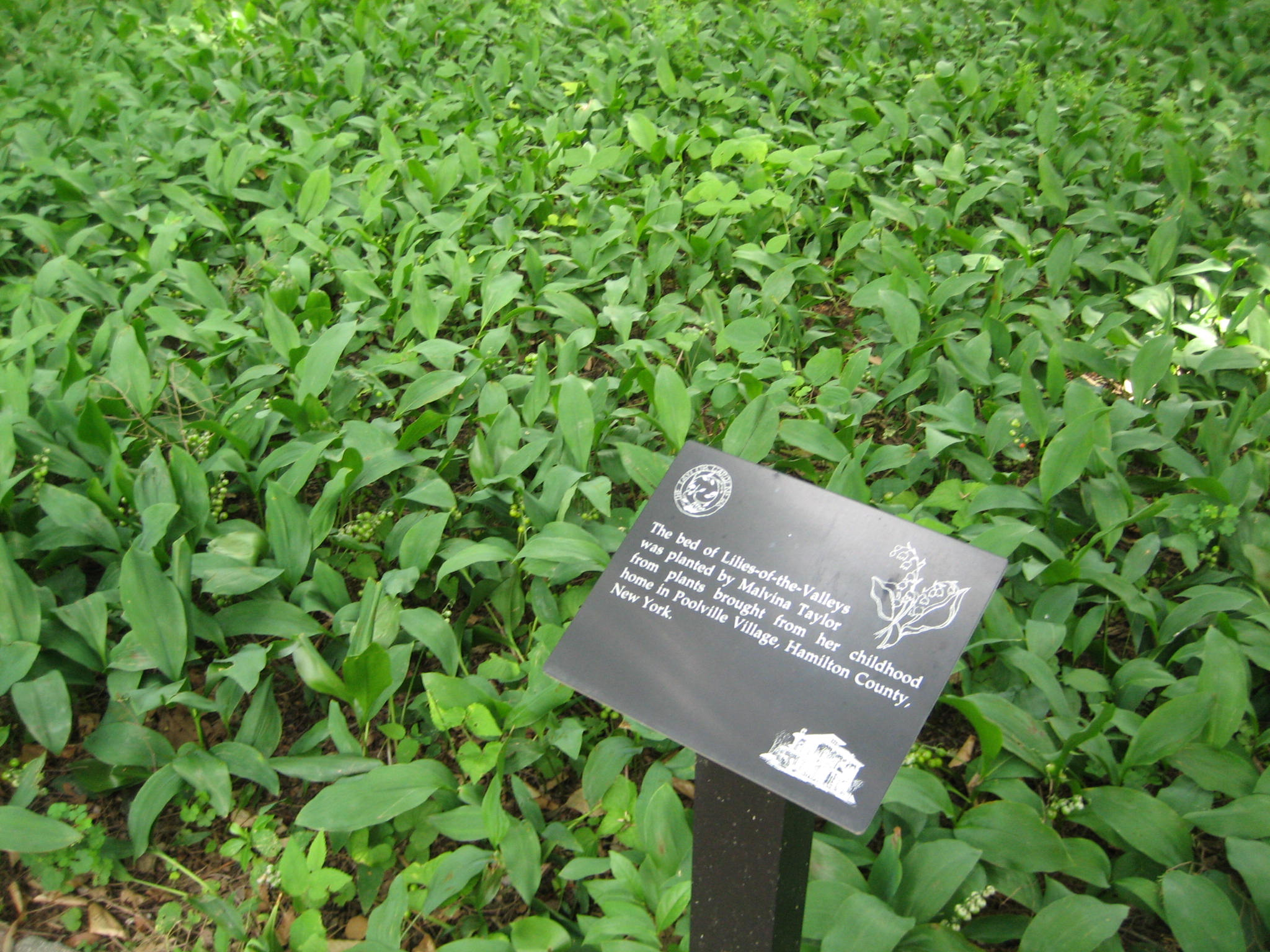
Konwalia w uprawie w Ameryce Północnej

Uprawiana na rabatach i na kwiat cięty. Stosowana razem z paprociami także do okrywania miejsc cienistych, zadrzewionych, przy fundamentach budynków. Popularny składnik wiązanek ślubnych. Kwiatostany stosowane do bukietów o niewielkich rozmiarach złożonych z samych konwalii (otulonych też zwykle liśćmi tego gatunku) lub z innymi białymi kwiatami. Utrzymują się długo w wodzie po skośnym ucięciu pędów i nacięciu ich na długości ok. 5 cm.

### Roślina perfumeryjna
Olejek eteryczny konwalii otrzymywany z kwiatów (farnezol) wykorzystywany jest w kosmetyce i perfumerii do tworzenia kompozycji i mieszanek zapachowych (potpourii). Stanowi częsty składnik perfum, nierzadko główny lub pojedynczy (bez innych nut zapachowych). Zastosowany m.in. w 1956 r. perfumach Diorissimo stworzonych przez kreatora perfum Edmonda Roudnitska w kompanii Christian Dior – pierwszych z serii najsłynniejszych perfum tej marki i stworzonych jeszcze za życia Christiana Diora. Poza tym konwalia pojawia się w składzie i nazwie perfum roku 1976 Lily of the Valley marki Penhaligon's.

### Roślina jadalna
Ze względu na skład chemiczny może działać toksycznie po spożyciu. Jedynie kwiaty bywają dodawane podczas fermentacji wina z rodzynek.

### Roślina barwierska
Odziomkowe liście użyte do barwienia wapna dają trwałą, zieloną farbę.

### Inne zastosowania
Ze względu na silne pobudzanie do kichania, proszek z suszonych kwiatów konwalii stosowany bywa jako składnik tabaki.

## Uprawa
Konwalie uprawiane są jako rośliny ozdobne w ogrodach i parkach. Szybko się rozrastają i z powodzeniem mogą pełnić funkcję rośliny okrywowej. Z czasem mogą stać się trudnym do usunięcia chwastem, ponieważ łatwo odrastają z resztek kłączy pozostających po pieleniu w glebie. Konwalie nadają się także do uprawy w pojemnikach i misach. Konwalie jako rośliny lecznicze uprawiane są także na plantacjach (uprawa wówczas w jednym miejscu trwa zwykle 5–6 lat), podejmowane są także uprawy i półuprawy w lasach. Jedne źródła kwestionują opłacalność upraw polowych, wskazując na większą celowość półupraw w lasach, inne zwracają uwagę na problematyczną ekonomikę upraw w lasach (słabe i nieregularne kwitnienie oraz pracochłonne namnażanie roślin w warunkach leśnych).
WymaganiaToleruje stanowiska nasłonecznione i cieniste, preferuje jednak miejsca półcieniste. Silniejsze nasłonecznienie sprzyja bujnemu kwitnieniu, podczas gdy na stanowiskach cienistych lepiej rosną liście. Dlatego zaleca się uprawę w półcieniu. Konwalia majowa jest tolerancyjna wobec pH gleby i stosunków wodnych. Wymaga żyznej, próchnicznej i przepuszczalnej gleby. Osiąga większe zagęszczenia na glebach lekkich oraz przy pH 7, przy pH w granicach 4–5 zagęszczenie pędów znacznie spada. Nie rośnie dobrze w glebach ulegających zaskorupieniu, gliniastych.
NawożenieNawożenie azotem sprzyja silnemu wzrostowi organów wegetatywnych – liści i korzeni, osłabia jednak kwitnienie. Nawożenie potasem dobrze wpływa na rozwój kłączy, ale tylko w połączeniu z nawożeniem azotem. Wapnowanie gleby ogranicza rozwój wegetatywny, ale sprzyja intensywniejszemu kwitnieniu. Składniki mineralne pobierane są głównie w okresie od czerwca do sierpnia.
PielęgnacjaW przypadku upraw plantacyjnych niszczy się chwasty (raczej ręcznie), poza tym w celu ochrony przed chwastami można wykonywać ściółkowanie. Na zimę konwalie czasem zaleca się przykrywać liśćmi lub słomiastym obornikiem. W przypadku roślin sadzonych jako okrywowe, liście można wyciąć po ich zaschnięciu, gdy stracą walory ozdobne.
RozmnażaniePrzez podział pełzających kłączy pod koniec lata lub jesienią. Odcinki kłączy o długości ok. 10 cm sadzi się w odstępach 4–10 cm, w rzędach co 20–30 cm, na głębokości 3–4 cm. Kwiaty można zbierać już w drugim roku od posadzenia.

## Choroby i szkodniki
Nie stwierdza się występowania chorób i szkodników, które miałyby wpływ na wielkość plonów. Jeśli już pojawiają się jakieś choroby, to jest to zwykle szara pleśń piwoniowa Botrytis paeoniae (też B. cinerea) i zgorzelowa plamistość konwalii Gloeosporium convallariae. Objawem porażenia szarą pleśnią są nieregularne, żółtawe plamy, od spodu z szarym nalotem. Przy zgorzelowej plamistości obserwuje się na wszystkich zielonych częściach rośliny podłużne lub okrągławe, żółtawe plamy o czerwonym obrzeżeniu i średnicy do 2 cm.
Chorobom tym zapobiega się unikając nadmiernego nawożenia azotem oraz mocząc kłącza w roztworach miedziowych. Gdy choroby wystąpią stosuje się opryski środkami miedziowymi. Pewne problemy mogą sprawiać szarobiałe gąsienice motyli z rodziny niesobkowatych (Hepialidae) (zwłaszcza Hepialus lupulinus). Zwalcza się je poprzez posypanie plantacji naftaliną. Na liściach mogą pojawiać się plamy wywołane przez Phyllosticta convallariae.

## Znaczenie symboliczne i w sztuce

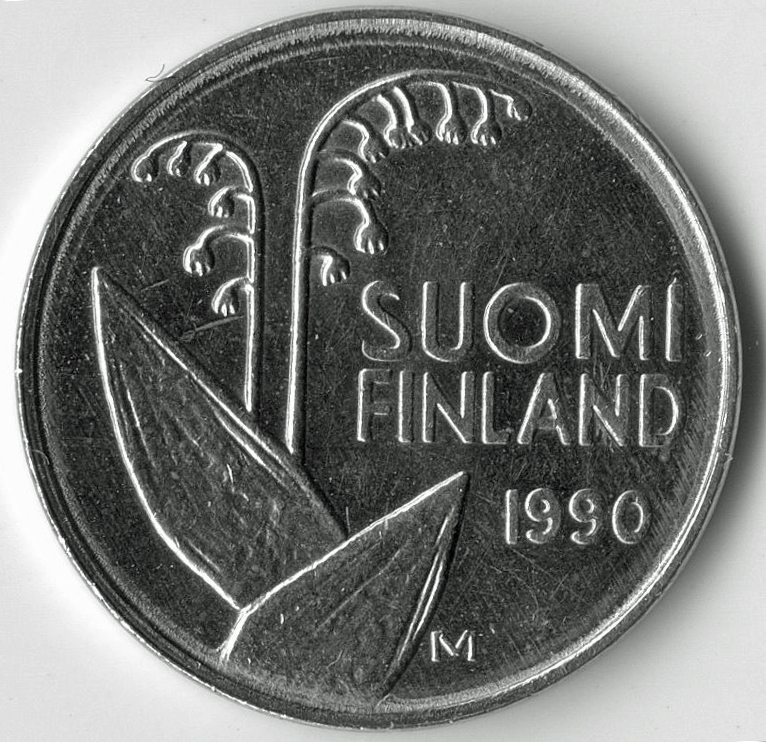
Rewers 10 penniä fińskich z kwiatami konwalii

W Europie konwalię uważano za kwiat szczęścia, pomyślności i młodości. Jest symbolem czystości i skromności, i jako taki używany jest w bukietach panien młodych. Konwalia była w średniowieczu symbolem wiedzy i sztuki medycznej. W średniowieczu i później pojawiała się na wizerunkach lekarzy i uczonych, np. Mikołaja Kopernika. W ikonografii chrześcijańskiej jest jednym z kwiatów poświęconych Marii z Nazaretu. Białe kwiaty mają symbolizować jej miłość i niewinność. Konwalie bywają też nazywane Łzami Naszej Pani, a ponieważ ułożenie kwiatów przypomina drabinę, średniowieczni mnisi nazywali tę roślinę „drabiną do nieba”. Zdobiła ołtarze, wizerunki świętych, księgi liturgiczne. Konwalie przedstawione są na obrazie przedstawiającym Marię w raju z ok. 1410 r. (nieznany mistrz z Frankfurtu). Okazy kwitnących konwalii występują też kilkakrotnie w tle malarskim scen w ołtarzu Wita Stwosza w Kościele Mariackim w Krakowie.
Przed pierwszą niedzielą maja we Francji zbierano w lesie konwalie i zdobiono nimi okna i drzwi domów. W kraju tym jest też tradycyjnie sprzedawana na ulicach w dniu 1 maja – w święto konwalii (j. franc. la fête du muguet), podczas którego członkowie rodzin obdarowują się wzajemnie bukietami tych kwiatów. Tradycję tę także z terenu Niemiec ilustruje obraz niemieckiego malarza Franza Winterhaltera zatytułowany 1 maja 1851. W Niemczech podczas kwitnienia konwalii urządzano w lasach festyny ludowe, podczas których wrzucano kwiaty konwalii do ognisk jako ofiarę dla bogini wiosny.
Konwalie były wielokrotnie przedmiotem natchnienia artystów. O kwiatach tych pisali poeci, m.in. Joseph von Eichendorff i August Heinrich Hoffmann von Fallersleben (np. wiersz pt. Maiglöckchen und die Blümelein). Książka i jeden z wierszy z 2001 r. Adama Wiedemanna noszą tytuł Konwalia ponieważ autor znalazł analogie między swą twórczością a „symetrią, podwójnością i bliźniactwem” konwalii, uznając przy tym swą książkę za „roślinną”, przy czym „roślinność” ta polegać ma na „regularności rozwoju przy całkowitym braku premedytacji”. Konwalia stała się także tytułową bohaterką jednej z ballad zespołu Queen („Lily of the Valley” z albumu Sheer Heart Attack).
Odniesienie do kwitnących konwalii (serb.-chorw. đurđevak) jako symbolu wiosny zostało użyte w piosence Đurđevdan zespołu Gorana Bregovica Bijelo dugme, będącej serbską wersją popularnej pieśni cygańskiej ederlezi, znanej m.in. z filmu Emira Kusturicy Dom za vešanje.
Konwalia stała się od 1982 r. narodowym kwiatem Finlandii, znalazła się na rewersie fińskiej monety 10 penniä.
Przed 1945 r. miasto Ośno Lubuskie (wówczas Drossen) słynęło z rozległych plantacji konwalii i znane było też jako Maiblumenstadt (niem. „miasto majowych kwiatów”). Konwalie znajdują się także w herbach norweskiej gminy Lunner, szwedzkiej gminy Mellerud, niemieckich miejscowości Weilar i Escheburg oraz szwajcarskiej miejscowości Aumont.
W symbolice kwiatów konwalie oznaczają nieśmiałość, są kwiatami młodych i zakochanych. W astrologii przypisano konwaliom znaczenie magiczne i uznano je za szczęśliwe zwłaszcza dla urodzonych pod znakiem Raka.

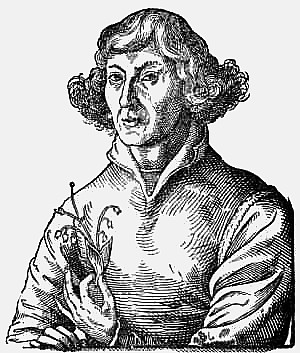
Mikołaj Kopernik z konwalią – symbolem sztuki medycznej
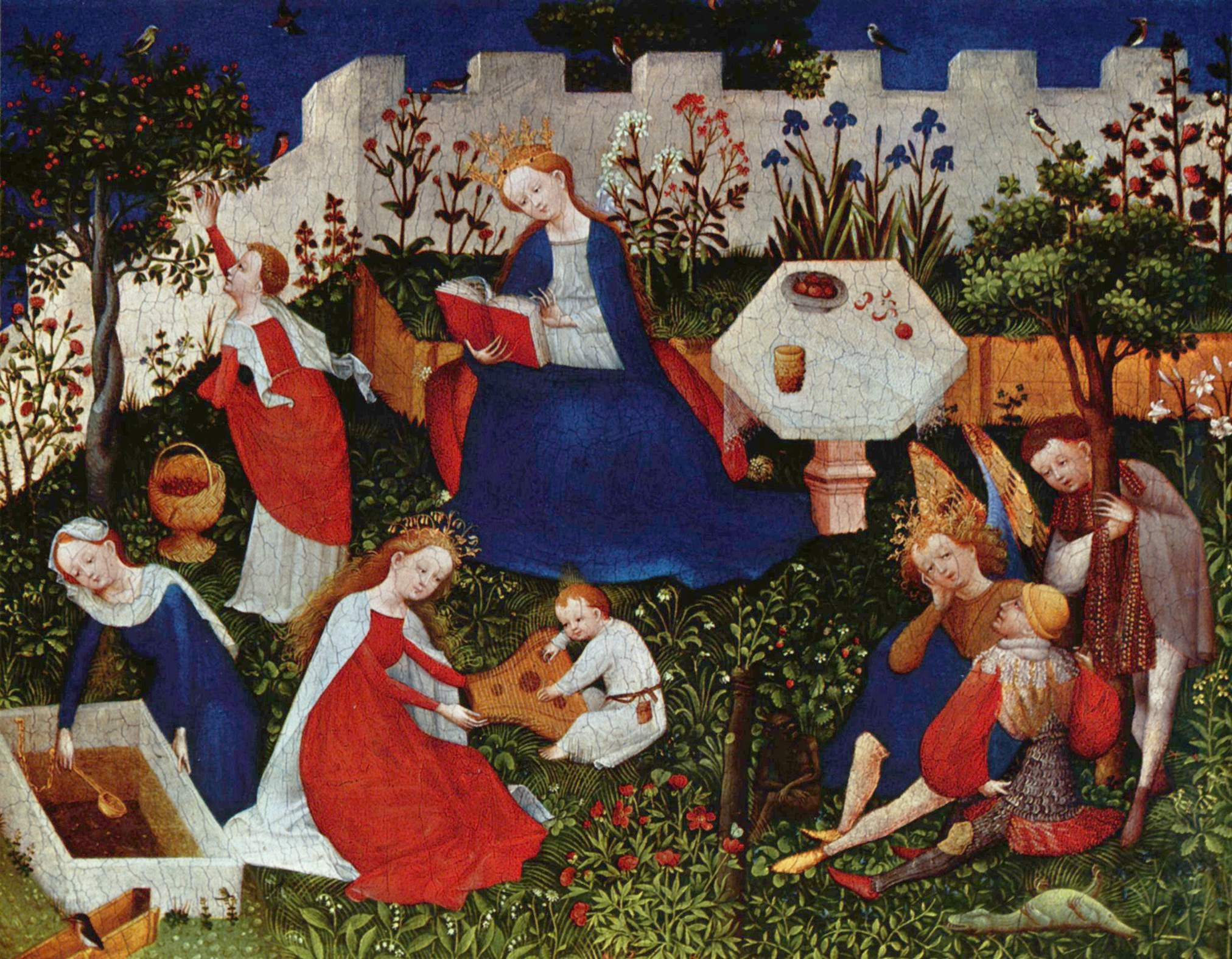
Konwalie rosnące w raju według wizji XV-wiecznego artysty (Mistrz Górnoreński, Rajski ogród, ok. 1410)
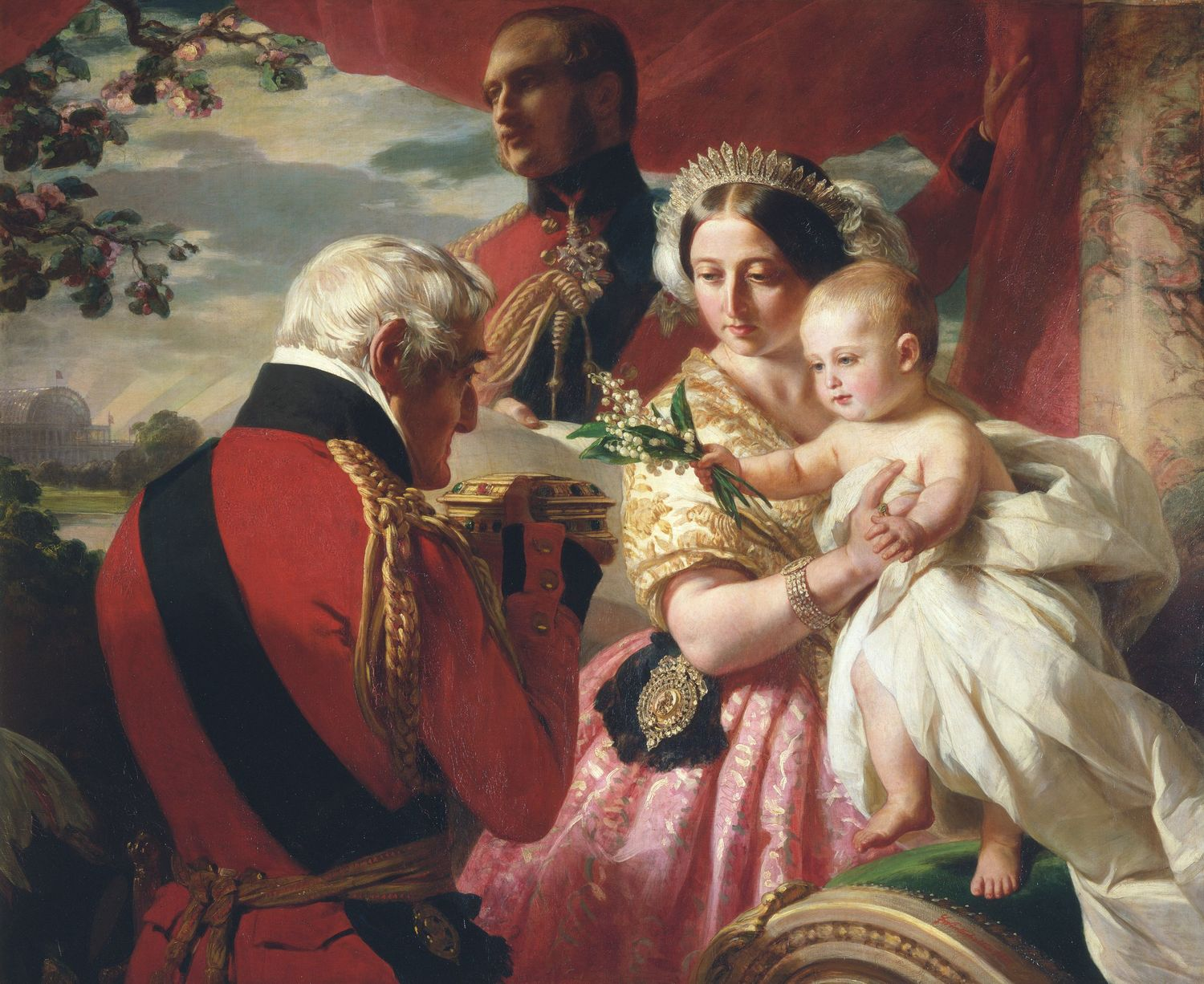
1 maja 1851 obraz Franza Winterhaltera
Herb szwedzkiej Gminy Mellerud